# 메인 지구
메인 지구(District of Maine)는 매사추세츠주의 월경지인 메인 지역에 1780년 설치된 행정구역으로 출장소와 비슷한 기능을 했다. 1820년 미주리 타협으로 메인주가 설치되었다.